# Via Severiana

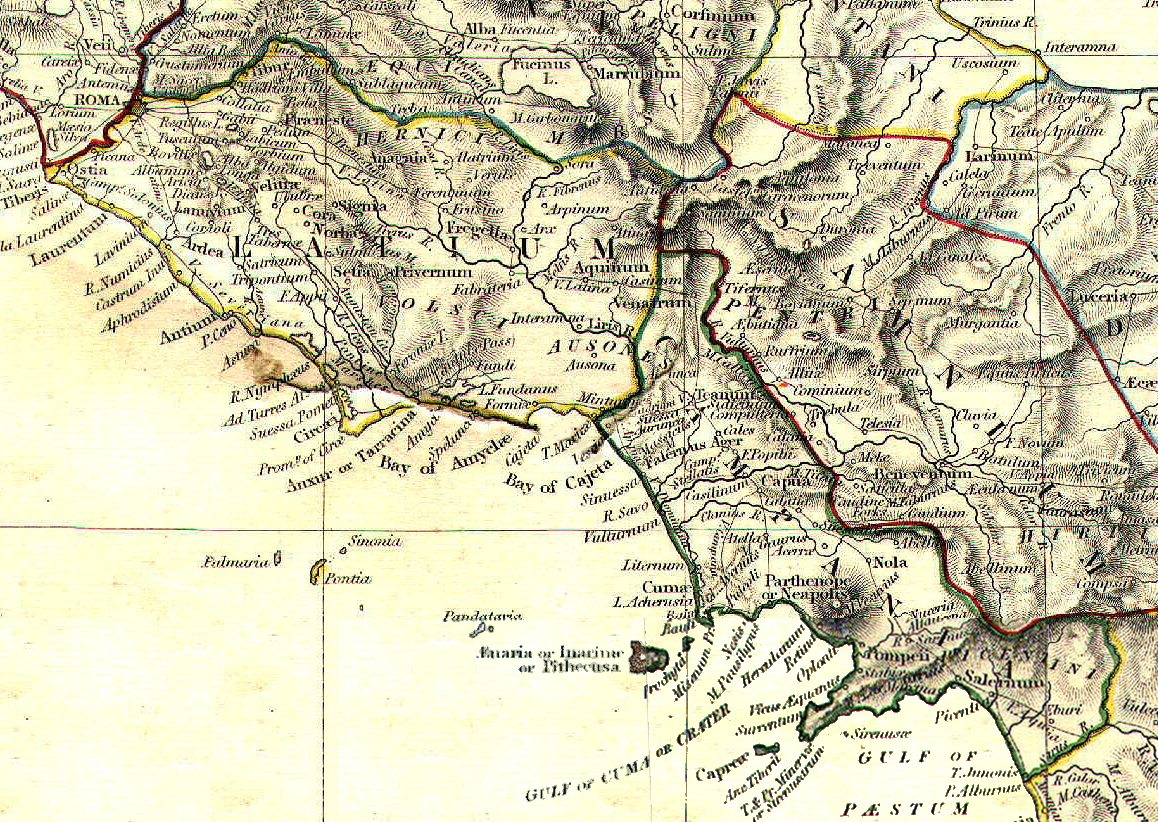
Parcours de la Via Severiana

La Via Severiana était une voie de l'époque romaine qui reliait Portus (l'actuelle Fiumicino) avec Tarracina. La voie a été construite en 198 ap.J.-C. par Septime Severe, d'où le nom « Via Severiana ».

## Parcours
La voie Severiana est longue d'environ 80 milles romaines (118 km environ). Elle partait du port Portus situé à l'estuaire du Tibre, traversait Ostie, l'étang d'Ostie, le Vicus Augustanus, Laurentum, Lavinium (Pratica di Mare), Antium et Astura et arrivait à Tarracina.  
La voie est indiquée dans la table de Peutinger, où sont indiquées quelques localités comme Laurentum, Lavinium, Astura (Torre Astura), Clostris, ad Turres albas, Circeios, Ad Turres (Torre Vittoria), Tarracina.
Bien que les vestiges de la via Severiana soient maigres, il reste les vestiges d'un pont romain qui traverse la rivière Numicus le long de la route à 2 km environ au sud-est d'Ostie.
Quelques portions de voie avec des plaques de basolo, pierre volcanique utilisée pour revêtir la voie, sont visibles à l'intérieur de la pinède de Castel Fusano et à Ostie, dans la pinède près du Canale dei Pescatori sur la route menant à la ville antique d'Ostie. 
D'autres vestiges sont visibles dans la nécropole de l'Isola Sacra.
L'actuelle Strada Statale 601, dite Via litoranea, emprunte sur la portion Ostia-Anzio, l'ancien parcours de la Via Severiana.

## Vicus Augustanus
Le Vicus Augustanus, ou Vicus Augustanus Laurentinum, était un vicus rural, remontant à l'époque d'Auguste, qui se trouvait près de la Via Severiana. Le bourg était doté d'un forum avec temple ainsi que de thermes romains publics.

## Source de traduction
- (it) Cet article est partiellement ou en totalité issu de l’article de Wikipédia en italien intitulé « Via Severiana » (voir la liste des auteurs).